# 全日制學校
全日制學校，相對於非全日制學校而言。全日制的學校無分上午班、下午班，即是學生課程表／時間表全日都有課程要上，中間應加插更多小息時間、自修課、勞作課、體育課、午餐時間。

## 半日制學校
半日制學校，分為上午校、下午校、輪讀班等，夜晚可能有班夜校給成人教育及有意就讀的在學學生之用。